# Jeanne Véniat
Jeanne Véniat, née Suzanne Catalina le 12 août 1885 à Buenos Aires (Argentine) et morte le 29 juin 1977 dans le 18e arrondissement de Paris, est une actrice française.

## Filmographie
- 1912 : Le Beau Cadeau - court métrage anonyme - (216 m)
- 1916 : Dentiste malgré lui - court métrage anonyme - (410 m)
- 1935 : Divine de Max Ophüls - Mme Martelli
- 1936 : Messieurs les ronds de cuir de Yves Mirande - Mme La Hourmerie
- 1937 : Le Porte veine de André Berthomieu - Marguerite
- 1941 : Notre-Dame de la Mouise de Robert Péguy - La mère de la môme
- 1941 : Le Diamant noir de Jean Delannoy - Cathy
- 1941 : Le Briseur de chaînes ou Mamouret de Jacques Daniel-Norman - Armandine
- 1942 : Mariage d'amour d'Henri Decoin - La concierge
- 1943 : Picpus de Richard Pottier - La concierge
- 1943 : Les Roquevillard de Jean Dréville - Thérèse Roquevillard
- 1944 : Mademoiselle X de Pierre Billon
- 1944 : Paméla de Pierre de Hérain
- 1945 : Adhémar de Christian Chamborant - court métrage - Noémie
- 1946 : Tombé du ciel de Emil-Edwin Reinert
- 1946 : Vertiges de Richard Pottier - Malvina
- 1947 : Une jeune fille savait de Maurice Lehmann - La dame
- 1947 : Le Comédien de Sacha Guitry - Mme Guitry, mère
- 1949 : La Marie du port de Marcel Carné - Mme Blanc
- 1950 : Garou-Garou, le passe-muraille de Jean Boyer - La Sud-Américaine
- 1950 : Le rosier de Madame Husson de Jean Boyer - Mme Pitard
- 1951 : Nous irons à Monte-Carlo de Jean Boyer - La mère de Marinette
- 1951 : Seul dans Paris de Hervé Bromberger - Mélanie Milliard
- 1951 : La Maison Bonnadieu de Carlo Rim - Mme Decoeur
- 1951 : Virgile (Coup de veine) de Carlo Rim - La mère
- 1954 : Tourments de Jacques Daniel-Norman
- 1956 : Si Paris nous était conté de Sacha Guitry - Mme Lefebvre, la mère de Firmin

## Théâtre
- 1907 : Anna Karénine d'Edmond Guiraud d'après Tolstoï, mise en scène Firmin Gémier, Théâtre Antoine
- 1908 : Pylade de Louis Legendre, Théâtre de l'Odéon
- 1927 : Un miracle de Sacha Guitry, Théâtre des Variétés, Madame Laroche, rôle où elle ne parle qu'espagnol
- 1931 : Nono de Sacha Guitry, Théâtre de la Madeleine
- 1934 : Les Vignes du seigneur de Robert de Flers et Francis de Croisset, Théâtre de la Michodière
- 1949 : Sébastien de Henri Troyat, mise en scène Alfred Pasquali,   Théâtre des Bouffes Parisiens

## Référence
1. ↑  Archives en ligne de Paris, 18e arrondissement, année 1977, acte de décès no 1231, cote 18D 521, vue 24/31